# أكيتا نورثرن هابينيتس
أكيتا نورثرن هابينيتس هو فريق كرة سلة ياباني تأسس في 2010 يقع في أكيتا. يلعب في دوري بي جاي.

## وصلات خارجية
الموقع الإلكتروني